# Wannehain
Wannehain est une commune française, située dans le département du Nord (59) en région Hauts-de-France.

## Géographie

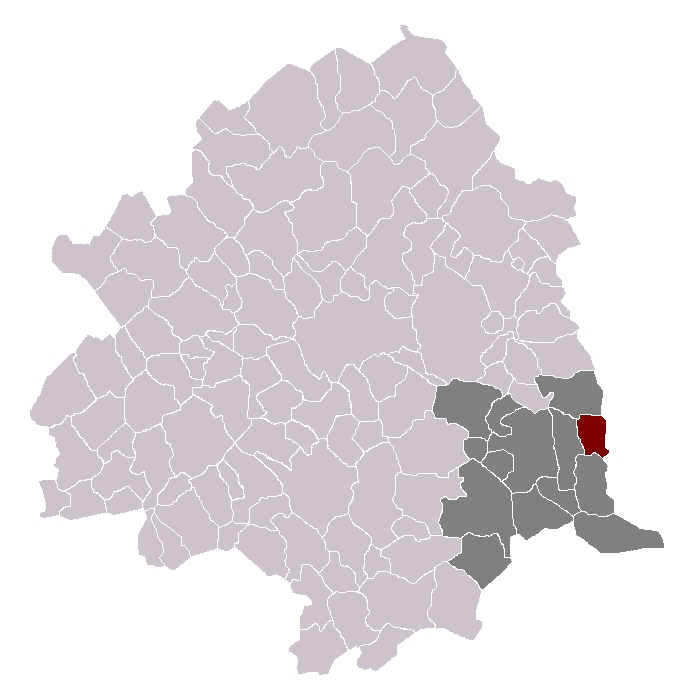
Wannehain dans son canton et son arrondissement.

### Communes limitrophes
|             | Camphin-en-Pévèle |                       |
| Bourghelles | Wannehain         | Esplechin ( Belgique) |
|             | Bachy             | Rumes ( Belgique)     |

### Hydrographie

#### Réseau hydrographique
La commune est située dans le bassin Artois-Picardie. Elle est drainée par le ruisseau de Cysoing et un autre petit cours d'eau,.

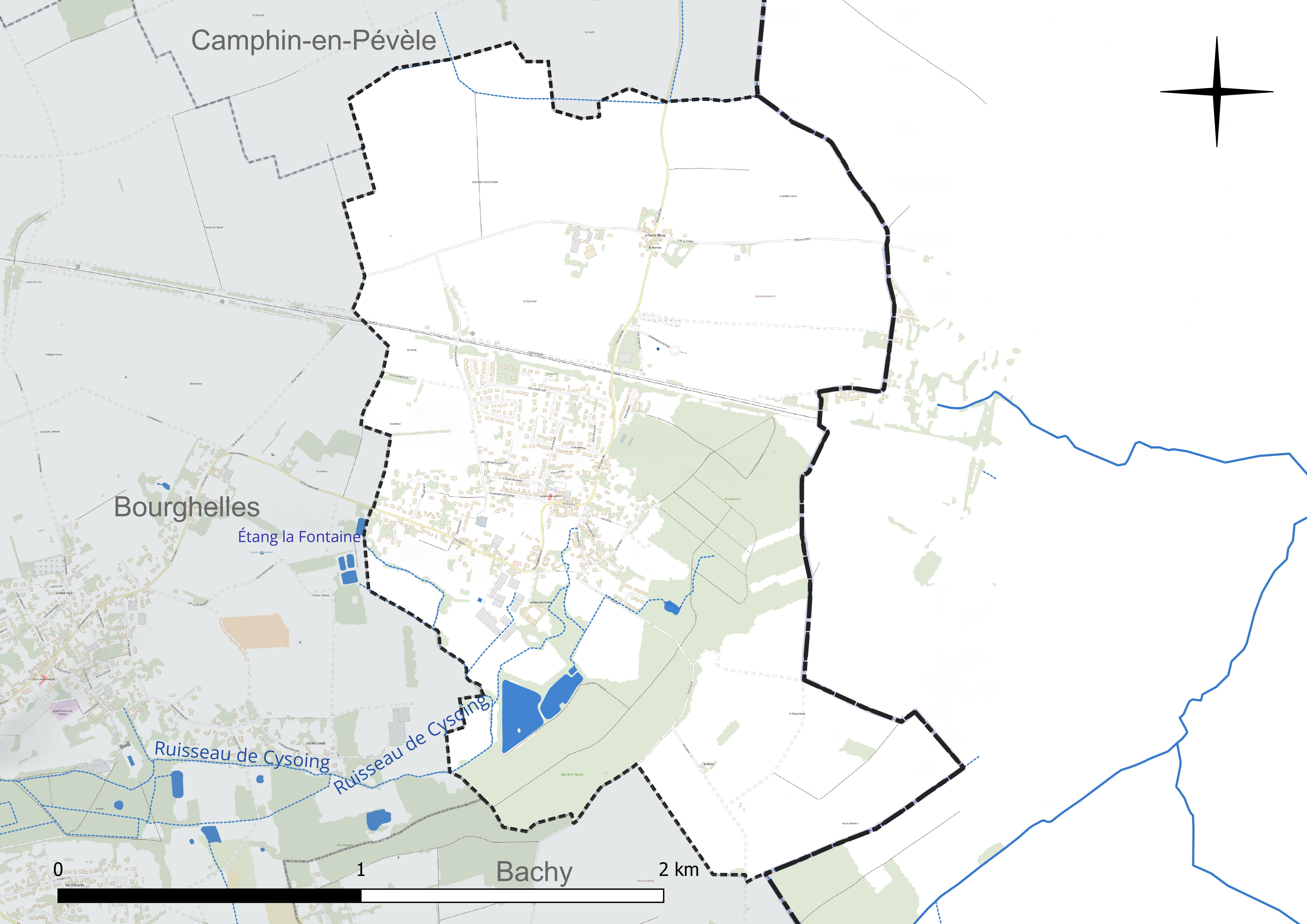
Réseau hydrographique de Wannehain.

Un plan d'eau complète le réseau hydrographique : l'étang la Fontaine, d'une superficie totale de 0,2 ha (0 ha sur la commune),.

#### Gestion et qualité des eaux
Le territoire communal est couvert par le schéma d'aménagement et de gestion des eaux (SAGE) « Marque Deûle ». Ce document de planification concerne un territoire de 1 120 km2 de superficie, délimité par les bassins versants de la Marque et de la Deûle, formant une vaste cuvette sédimentaire de 40 km de long et de 25 km de large, où la pente est très faible. Le périmètre est arrêté le 2 décembre 2005 et le SAGE proprement dit est approuvé le 9 mars 2020. La structure porteuse de l'élaboration et de la mise en œuvre est la Métropole européenne de Lille. 
La qualité des cours d'eau peut être consultée sur un site spécial géré par les agences de l'eau et l'Agence française pour la biodiversité. 

### Climat
Pour des articles plus généraux, voir Climat des Hauts-de-France et Climat du Nord.
En 2010, le climat de la commune est de type climat océanique dégradé des plaines du Centre et du Nord, selon une étude du CNRS s'appuyant sur une série de données couvrant la période 1971-2000. En 2020, Météo-France publie une typologie des climats de la France métropolitaine dans laquelle la commune est exposée à un climat océanique et est dans la région climatique  Nord-est du bassin Parisien, caractérisée par un ensoleillement médiocre, une pluviométrie moyenne régulièrement répartie au cours de l'année et un hiver froid (3 °C).
Pour la période 1971-2000, la température annuelle moyenne est de 10,5 °C, avec une amplitude thermique annuelle de 14,7 °C. Le cumul annuel moyen de précipitations est de 709 mm, avec 11,7 jours de précipitations en janvier et 9,2 jours en juillet. Pour la période 1991-2020, la température moyenne annuelle observée sur la station météorologique la plus proche, située sur la commune de Cappelle-en-Pévèle à 9 km à vol d'oiseau, est de 11,1 °C et le cumul annuel moyen de précipitations est de 736,6 mm,. Pour l'avenir, les paramètres climatiques de la commune estimés pour 2050 selon différents scénarios d'émission de gaz à effet de serre sont consultables sur un site spécial publié par Météo-France en novembre 2022.

## Urbanisme

### Typologie
Au 1er janvier 2024, Wannehain est catégorisée ceinture urbaine, selon la nouvelle grille communale de densité à sept niveaux définie par l'Insee en 2022.
Elle est située hors unité urbaine. Par ailleurs la commune fait partie de l'aire d'attraction de Lille (partie française), dont elle est une commune de la couronne,. Cette aire, qui regroupe 201 communes, est catégorisée dans les aires de 700 000 habitants ou plus (hors Paris),.

### Occupation des sols
L'occupation des sols de la commune, telle qu'elle ressort de la base de données européenne d'occupation biophysique des sols Corine Land Cover (CLC), est marquée par l'importance des territoires agricoles (66,9 % en 2018), en diminution par rapport à 1990 (72 %). La répartition détaillée en 2018 est la suivante : 
terres arables (57,7 %), zones urbanisées (16,6 %), forêts (10,1 %), prairies (9,2 %), milieux à végétation arbustive et/ou herbacée (6,4 %). L'évolution de l'occupation des sols de la commune et de ses infrastructures peut être observée sur les différentes représentations cartographiques du territoire : la carte de Cassini (XVIIIe siècle), la carte d'état-major (1820-1866) et les cartes ou photos aériennes de l'IGN pour la période actuelle (1950 à aujourd'hui).

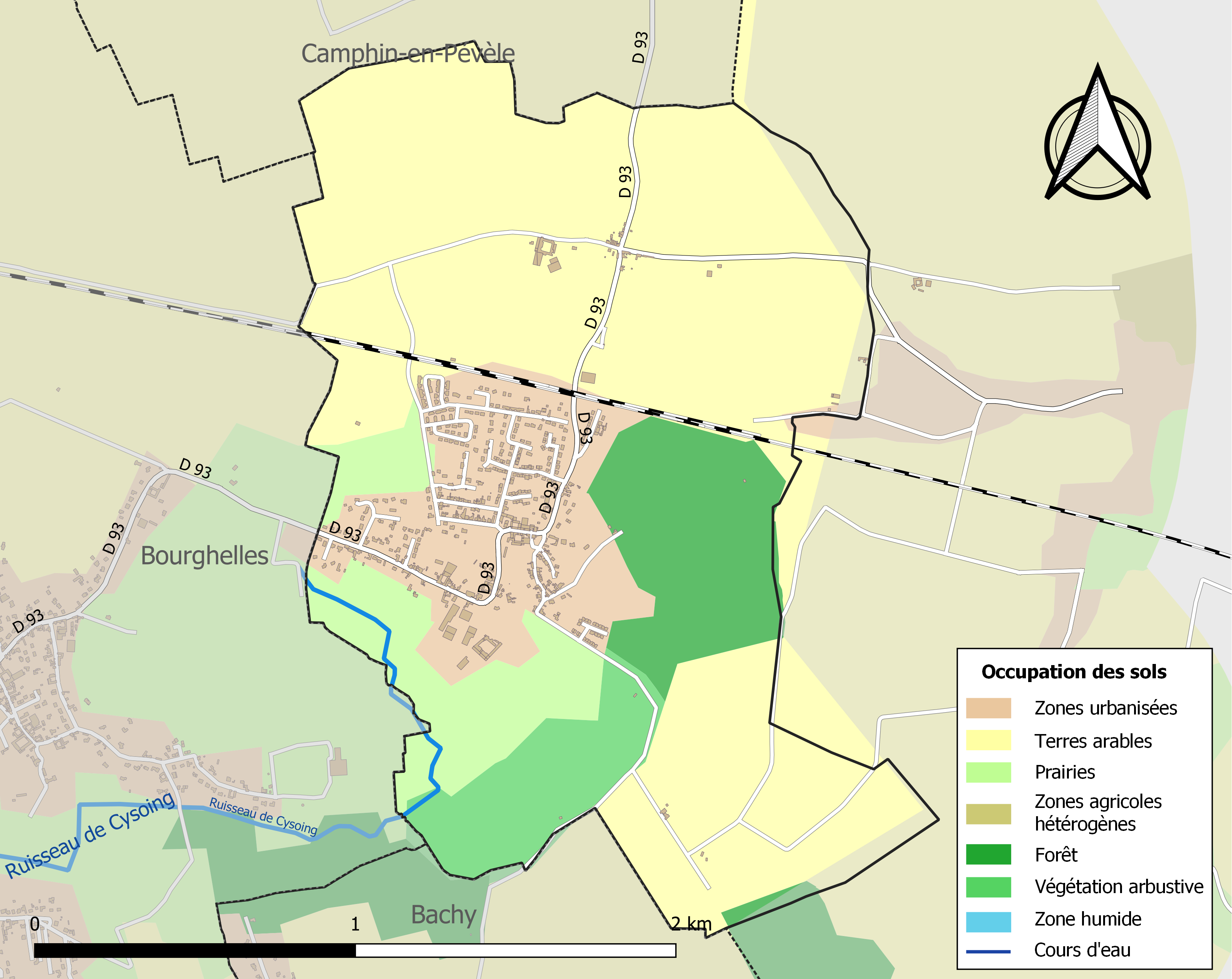
Carte des infrastructures et de l'occupation des sols de la commune en 2018 (CLC).

## Toponymie
D'un nom de personne germanique Wano + heim francisé en hain Guenehen (1108), Wenehen (vers 1175), Wenehem (1179), Wannehain (1248). 

Wanhem en flamand.

## Histoire
C'est au XIIe siècle que Wannehain est mentionné pour la première fois. Le 22 juin 1190, le pape Clément III confirme, dans une bulle adressée au doyen Arnulphe, la possession des terres et des bois de Wannehain (Wennehem) dans la liste des biens et des propriétés du chapitre de Tournai. La seigneurie de Wannehain relève bien du trésorier du chapitre de la cathédrale de Tournai, comme il est écrit dans un document signé à Bruxelles le 21 avril 1770, dans les Archives du marquisat de Roubaix :
Le comte Maximilien Charles Joseph de Lalaing donne procuration à Bernard Serrurier, greffier et receveur de Wannehain pour… « aller relever et droiturier pardevant la cour féodale de la Trésorerie de la Cathédrale de Tournay les fiefs et seigneurie dudit Wannehain avec ses appendances et dépendances... » et l'autorise à « faire en notre nom les serments requis et généralement toutes autres œuvres de loy… ».
En 1613, la seigneurie de Wannehain (orthographiée Wannechain) est aux mains de Louis de Landas, écuyer, seigneur de Landas, appartenant à la maison noble de Landas. Louis de Landas bénéficie le 25 février 1613 de lettres données à Bruxelles l'élevant chevalier. Il prend pour épouse Jeanne de Cambry.

### Héraldique
| Blason de Wannehain | Blason  | Bandé d'argent et d'azur de six pièces. |
| Blason de Wannehain | Détails |                                         |

## Politique et administration
Maire de 1802 à 1807 : J. Dorchies,.

Maire en 1881 : Heddebault.
| Période                                  | Période   | Identité          | Étiquette | Qualité |
| ---------------------------------------- | --------- | ----------------- | --------- | ------- |
|                                          |           | Jean Crinon       |           |         |
| mars 2001                                | mars 2014 | Bernard Cocheteux | PS        |         |
| mars 2014                                | En cours  | Jean-Luc Lefebvre |           |         |
| Les données manquantes sont à compléter. |           |                   |           |         |

### Instances judiciaires et administratives
La commune relève du tribunal d'instance de Lille, du tribunal de grande instance de Lille, de la cour d'appel de Douai, du tribunal pour enfants de Lille, du tribunal de commerce de Tourcoing, du tribunal administratif de Lille et de la cour administrative d'appel de Douai.

## Population et société

### Démographie

#### Évolution démographique
L'évolution du nombre d'habitants est connue à travers les recensements de la population effectués dans la commune depuis 1793. Pour les communes de moins de 10 000 habitants, une enquête de recensement portant sur toute la population est réalisée tous les cinq ans, les populations de référence des années intermédiaires étant quant à elles estimées par interpolation ou extrapolation. Pour la commune, le premier recensement exhaustif entrant dans le cadre du nouveau dispositif a été réalisé en 2006.

En 2022, la commune comptait 1 332 habitants, en évolution de +12,12 % par rapport à 2016 (Nord : +0,51 %, France hors Mayotte : +2,11 %).
| 1793 | 1800 | 1806 | 1821 | 1831 | 1836 | 1841 | 1846 | 1851 |
| ---- | ---- | ---- | ---- | ---- | ---- | ---- | ---- | ---- |
| 250  | 233  | 263  | 327  | 318  | 362  | 428  | 498  | 495  |

| 1856 | 1861 | 1866 | 1872 | 1876 | 1881 | 1886 | 1891 | 1896 |
| ---- | ---- | ---- | ---- | ---- | ---- | ---- | ---- | ---- |
| 522  | 564  | 621  | 612  | 596  | 565  | 621  | 577  | 625  |

| 1901 | 1906 | 1911 | 1921 | 1926 | 1931 | 1936 | 1946 | 1954 |
| ---- | ---- | ---- | ---- | ---- | ---- | ---- | ---- | ---- |
| 569  | 563  | 564  | 496  | 488  | 467  | 465  | 414  | 423  |

| 1962 | 1968 | 1975 | 1982 | 1990 | 1999 | 2006 | 2011  | 2016  |
| ---- | ---- | ---- | ---- | ---- | ---- | ---- | ----- | ----- |
| 421  | 484  | 570  | 583  | 742  | 839  | 913  | 1 104 | 1 188 |

| 2021  | 2022  | - | - | - | - | - | - | - |
| ----- | ----- | - | - | - | - | - | - | - |
| 1 331 | 1 332 | - | - | - | - | - | - | - |

#### Pyramide des âges
La population de la commune est relativement jeune.
En 2018, le taux de personnes d'un âge inférieur à 30 ans s'élève à 40,3 %, soit au-dessus de la moyenne départementale (39,5 %). À l'inverse, le taux de personnes d'âge supérieur à 60 ans est de 16,8 % la même année, alors qu'il est de 22,5 % au niveau départemental.
En 2018, la commune comptait 639 hommes pour 667 femmes, soit un taux de 51,07 % de femmes, légèrement inférieur au taux départemental (51,77 %).
Les pyramides des âges de la commune et du département s'établissent comme suit.
| Hommes | Classe d’âge | Femmes |
| ------ | ------------ | ------ |
| 0,3    | 90 ou +      | 0,3    |
| 4,3    | 75-89 ans    | 4,6    |
| 11,6   | 60-74 ans    | 12,4   |
| 20,3   | 45-59 ans    | 20,3   |
| 21,5   | 30-44 ans    | 23,7   |
| 16,0   | 15-29 ans    | 14,6   |
| 25,9   | 0-14 ans     | 24,0   |

| Hommes | Classe d’âge | Femmes |
| ------ | ------------ | ------ |
| 0,5    | 90 ou +      | 1,4    |
| 5,3    | 75-89 ans    | 8,1    |
| 14,8   | 60-74 ans    | 16,2   |
| 19,1   | 45-59 ans    | 18,4   |
| 19,5   | 30-44 ans    | 18,7   |
| 20,7   | 15-29 ans    | 19,1   |
| 20,2   | 0-14 ans     | 18     |

## Lieux et monuments

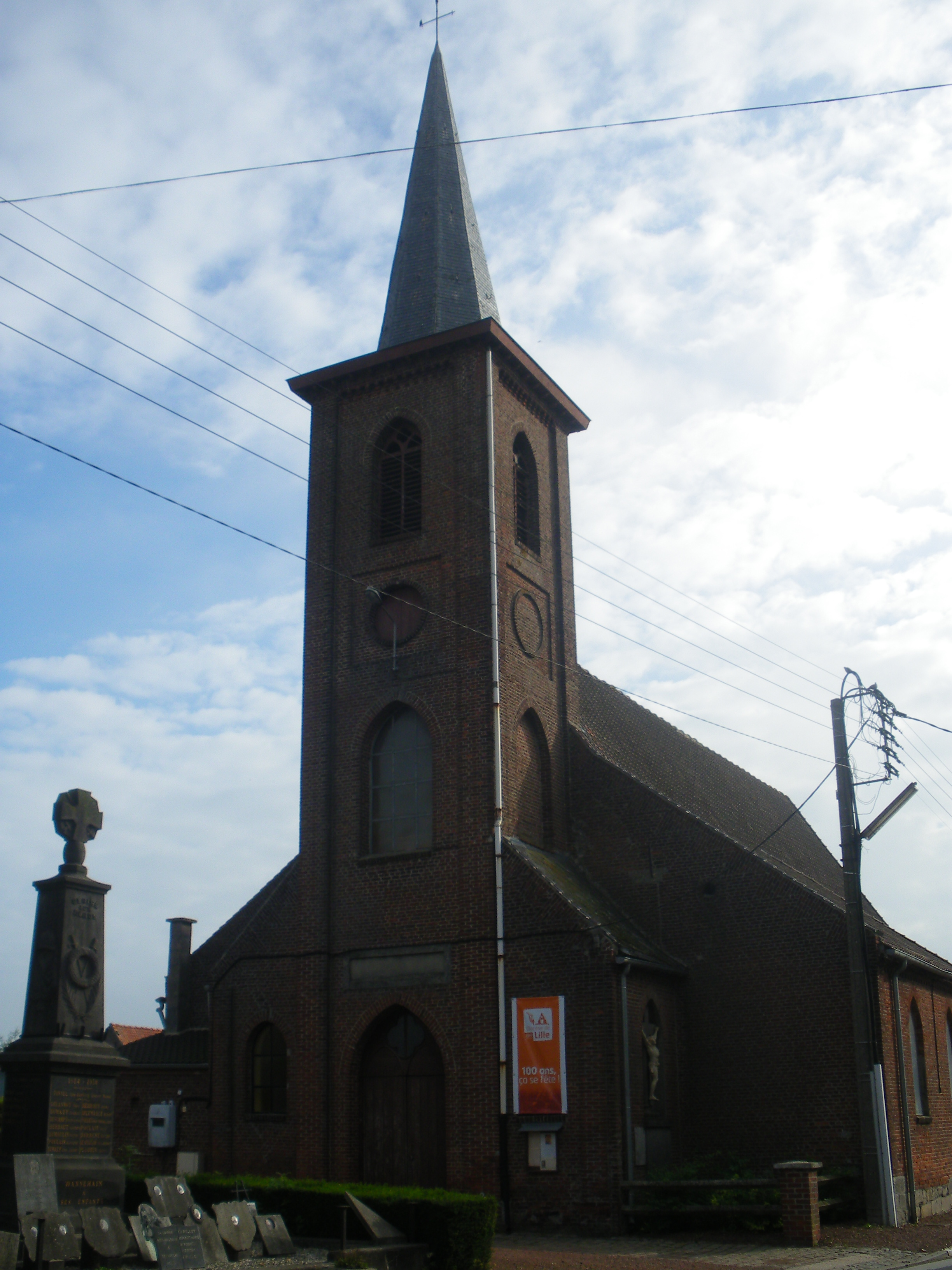
Le monument aux morts et l'église Sainte-Cécile.

- Église Sainte-Cécile

## Personnalités liées à la commune
- Jean Crinon (1927-1994), journaliste sportif, maire de Wannehain

## Pour approfondir